# Вальтер Флеммінг
Вальтер Флеммінг (нім. Walther Flemming, 7 (21) квітня 1843, Заксенберг — 21 липня (4 серпня) 1905, Кіль) — німецький гістолог. Описав мітоз (незалежно від П. І. Перемежко) і мейоз. Дослідження Флеммінга мали велике значення для розвитку цитології.